# Louis Cosme Demaille
Louis Cosme Demaille, né à Gigondas (Vaucluse) le 23 mars 1837 et mort à Paris le 11 décembre 1906, est un sculpteur français.

## Biographie
Louis Cosme Demaille est l'élève du sculpteur Augustin Dumont et du peintre Émile Vernet-Lecomte à l'École des beaux-arts de Paris. Il expose régulièrement au Salon des artistes français de 1863 à sa mort. Il y obtient une médaille de 3e classe en 1866 pour un Jeune Savoyard faisant danser sa marmotte, et une de 2e classe en 1885 pour Protection. À l'Exposition universelle de 1900, il obtient une mention honorable.
Il meurt  le  11 décembre 1906 en son domicile au no 141 Rue de la Croix-Nivert dans le 15e arrondissement de Paris, et, il est inhumé au cimetière du Montparnasse (10e division).

## Œuvres

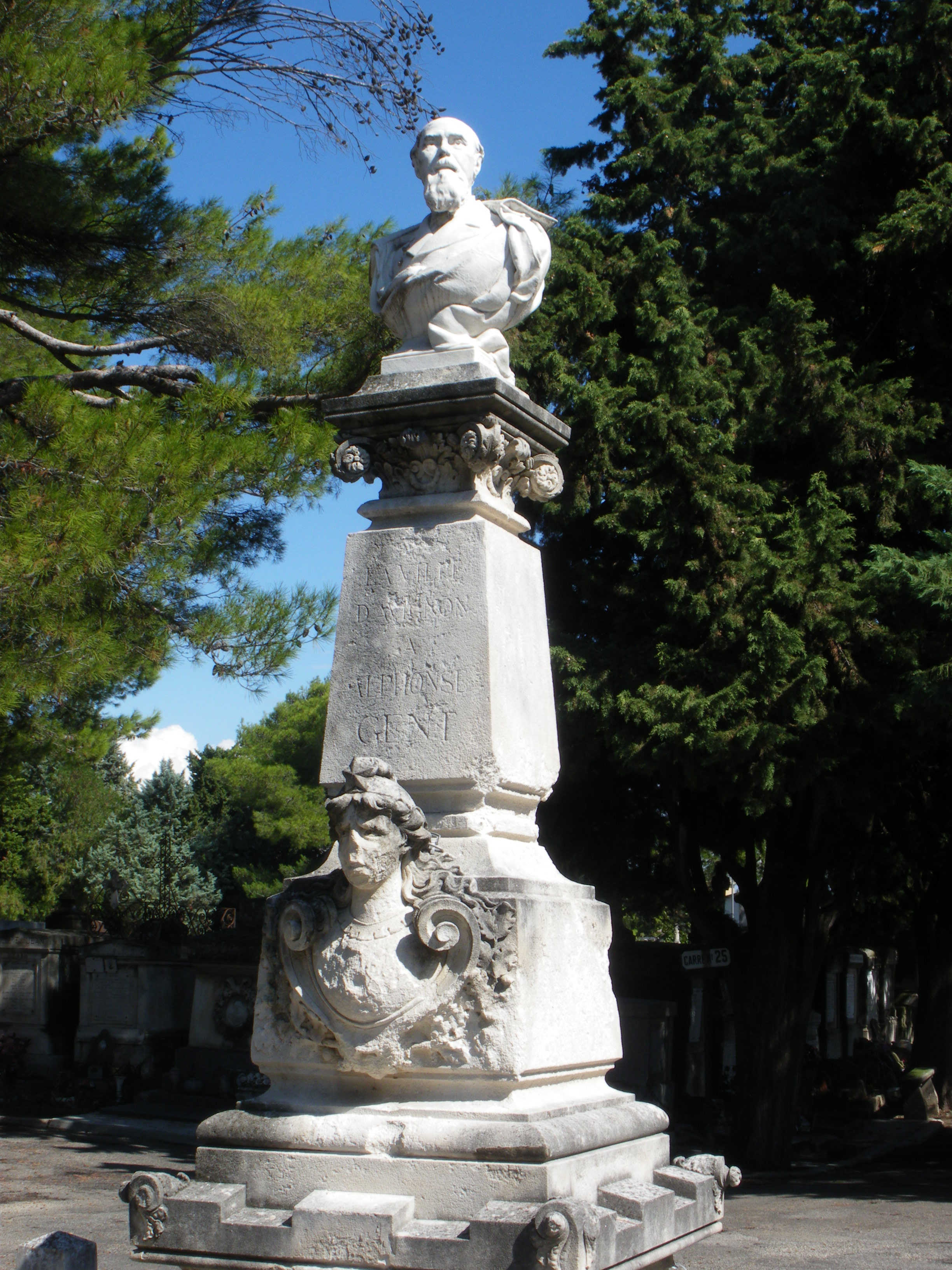
Monument à Alphonse Gent (1896), Avignon, cimetière de Saint-Véran.

### Œuvres dans les collections publiques
- Arcueil, mairie, Centre culturel Marius Sidobre : Claude Louis Berthollet, buste en marbre blanc[4].
- Avignon :
  - cimetière de Saint-Véran : Monument à Alphonse Gent, 1896.
  - musée Calvet :
    - Hercule enfant étouffant les serpents, plâtre[5] ;
    - Jeune fille tressant une couronne, plâtre patiné[6].
- Cachan, fondation Raspail : Benjamin Raspail, buste en bronze[7].
- Carpentras, musée Comtadin-Duplessis :
  - Jeune savoyard faisant danser sa marmotte, plâtre, 155 × 55 × 50 cm[8] ;
  - Jean-Jacques Rousseau, 1885, statuette en terre cuite ;
  - Le Docteur Tartivel, 1891, buste en marbre ;
  - Joseph Auguste Viala, 1881, statue en plâtre.
- Issy-les-Moulineaux, jardin du Weiden : Couple ou Le Baiser, 1894, groupe en marbre[9].
- Lyon, hôtel de préfecture du Rhône, jardin : Monument à Victor de Laprade, 1898, marbre[10].
- Paris :
  - hôtel de ville, deuxième étage de la façade principale : La Ville de Rennes ;
  - Mairie du 10e arrondissement : La verrerie, achevée en 1906[11] ;
  - Palais Bourbon : Victor Hugo, copie en marbre d'après le buste en plâtre de Jules Dalou conservé à Paris à la Comédie-Française, 95 × 78 × 35 cm[12].
  - Grand Palais: porte cochère sud ouest,numéro 39.Figures féminines assises présentant un cartouche aveugle et entourées de putti. Réf:" les sculpteurs du Grand Palais", par Caroline Dubail . Les dossiers pédagogiques du Grand Palais ,numéro 6.

°°Château de Versailles:  "Les décors extérieurs sculptés" ,par Béatrix Saule, Conservateur au Château de Versailles.  Sphinges  assis ,à figures féminines .Le Belvédère ,Petit Trianon.

### Œuvres dans des collections particulières référencées
- Femme africaine à la cruche, terre cuite[13].